# Kim Tháp
Kim Tháp (tiếng Trung: 金塔县; bính âm: Jīntǎ xiàn) là một huyện của địa cấp thị Tửu Tuyền, tỉnh Cam Túc, Trung Quốc. Mã bưu chính của huyện là 735300, năm 1999 huyện có dân số là 137.816 người.

### Trấn
- Trung Đông (中东镇)
- Đỉnh Tân (鼎新镇)
- Kim Tháp (金塔镇)
- Đông Bá (东坝镇)
- Hàng Thiên (航天镇)

### Hương
- Tam hiệp (三合乡)
- Đại Trang Tử (大庄子乡)
- Cổ Thành (古城乡)
- Tây Bá (西坝乡)
- Dương Tĩnh Tử Loan (羊井子湾乡)